# Luciano Moggi
Luciano Moggi (Monticiano, 10 luglio 1937) è un dirigente sportivo italiano.
È stato dirigente, in sequenza, di Roma, Lazio, Torino, Napoli e Juventus, portandole alla conquista di sei scudetti (cinque con la Juventus e uno con il Napoli), tre Coppe Italia (con Roma, Torino e Juventus), cinque Supercoppe italiane (quattro con la Juventus e una con il Napoli), una UEFA Champions League, una Coppa Intercontinentale, una Supercoppa UEFA e una Coppa Intertoto (tutte con la Juventus), e la vittoria di una Coppa UEFA con il Napoli.
Nel 2006, assieme ad altre personalità del sistema calcistico italiano, è stato coinvolto nello scandalo noto come Calciopoli: se a livello sportivo il processo si è concluso con la condanna a cinque anni di inibizione con proposta di preclusione alla permanenza in qualsiasi rango o categoria della FIGC, poi resa effettiva dagli organi di giustizia sportiva, a livello penale il processo si è concluso con l'annullamento senza rinvio della condanna emessa in secondo grado per sopraggiunta prescrizione del reato di «associazione per delinquere».

## Biografia
Nato da una famiglia di ceto modesto, sin da piccolo si appassiona al calcio, giocando per quaranta giorni nell'Akragas nella stagione 1963-1964.
Terminate le scuole medie inizia a lavorare presso le Ferrovie dello Stato, stabilendosi a Civitavecchia e giocando da stopper in squadre di categorie inferiori.
Alla fine degli anni sessanta, insoddisfatto del suo lavoro e stanco di giocare a calcio senza introiti, Moggi intravide un futuro come talent scout, in particolare nel calcio minore.

## Carriera

### Dirigente sportivo

#### Gli inizi da consulente alla Juventus e alla Roma

Moggi in veste di consulente di mercato della Roma nell'estate 1978, tra i nuovi acquisti Luciano Spinosi (a sinistra) e Roberto Pruzzo (a destra).

Moggi entrò nel calcio maggiore negli anni settanta per la Juventus, alle dipendenze del direttore generale Italo Allodi.
Organizzò una rete di osservatori alla ricerca di giovani talenti nei campi di periferia. Tra i suoi atleti ci sono il sedicenne Paolo Rossi nel 1972, Claudio Gentile nel 1973 e Gaetano Scirea nel 1974.
Pochi anni dopo Moggi assunse un ruolo più importante: non si limitava a lavorare per la Juventus, ma allacciava contatti anche con le altre squadre per muovere trattative, finché fu costretto a cambiare società a causa della rottura con il presidente Giampiero Boniperti.
La sua tappa successiva fu la Roma del nuovo presidente Gaetano Anzalone: grazie all'aiuto di qualche giornalista è Moggi a farsi avanti e a conoscere Anzalone, che decise per il suo impiego di consulente di mercato. Nel periodo alla Roma è autore dell'acquisto di Roberto Pruzzo – soffiato proprio alla Juventus di Boniperti.
Il suo allontanamento dalla Roma avvenne pochi giorni dopo che Dino Viola, il nuovo presidente, venne a conoscenza del fatto che alla vigilia della partita con l'Ascoli Moggi era stato a cena con l'arbitro dell'incontro Pieri. Era il 25 novembre 1979 e si giocava la decima giornata di campionato: la Roma vinse la partita 1-0 e il presidente dell'Ascoli Costantino Rozzi si infuriò per un arbitraggio secondo lui a favore della Roma. Negli spogliatoi incontrò Viola, al quale non risparmiò critiche nei confronti di Moggi, visto in un ristorante in compagnia dell'arbitro e dei due guardalinee. Moggi lo descrisse come «un incontro casuale», ma tanto bastò a Viola per estrometterlo dalla società capitolina.

#### Il biennio alla Lazio
Nel 1980, all'indomani dello scandalo del calcioscommesse che aveva portato alla retrocessione d'ufficio della Lazio in Serie B, il presidente biancoceleste Umberto Lenzini affidò proprio a Moggi il ruolo di direttore generale del sodalizio capitolino, onde rilanciarlo. Dopo due anni, durante i quali il dirigente toscano ricoprì anche la figura di direttore sportivo, rassegnò tuttavia le dimissioni, con la società romana ancora in serie cadetta.

#### Dirigente a Torino e a Napoli

Moggi (a sinistra) dirigente del Napoli a fine anni 80, qui assieme al presidente Corrado Ferlaino.

Nel 1982 si trasferì al Torino del presidente Sergio Rossi e dell'amministratore delegato Luciano Nizzola. Alla società granata rimase per cinque anni, raggiungendo come migliore piazzamento il secondo posto nel campionato di Serie A 1984-1985. Nell'ultima fase subì la contestazione dei tifosi, anche a causa della sempre più pressante austerity granata in questa fase, in sede di calciomercato: il 29 maggio 1987 si dimise dalla carica.
Il 22 giugno seguente passò al Napoli di Corrado Ferlaino e Diego Armando Maradona subito dopo la vittoria del primo scudetto, succedendo ad Italo Allodi. Il Napoli ottenne la Coppa UEFA nel 1989, e lo scudetto e la Supercoppa italiana nel 1990. L'anno seguente Moggi si dimise per incompatibilità con Ferlaino.

Moggi (in alto) durante la sua esperienza napoletana, in un momento di relax con Diego Armando Maradona.

Nel 1991 tornò al Torino del presidente Gian Mauro Borsano, dove raggiunse la finale di Coppa UEFA nel 1992 (persa per la regola dei gol fuori casa) e vinse la Coppa Italia nel 1993.
Nel 1994 venne inquisito insieme al suo collaboratore Luigi Pavarese per illecito sportivo e favoreggiamento della prostituzione nei confronti degli arbitri in occasione delle partite della Coppa UEFA. Lo stesso Borsano e il contabile Giovanni Matta testimoniarono il fatto specificando che era Moggi a occuparsi personalmente dell'ospitalità nei confronti degli arbitri e dei guardalinee e di procurare loro le prostitute per le partite casalinghe, mentre le prestazioni erano pagate dal Torino attraverso fondi neri. La sentenza fu di proscioglimento perché Pavarese si assunse tutte le responsabilità, mentre dal lato sportivo la frode non poteva sussistere in quanto la frode sportiva non si applicava alle gare UEFA, che chiuse velocemente le proprie indagini.

#### Gli anni alla Juventus

Parte dei vertici della Juventus nella seconda metà degli anni 90; da sinistra: l'amministratore Antonio Giraudo, l'allenatore Marcello Lippi, il presidente onorario Umberto Agnelli, il direttore sportivo Moggi e il vicepresidente Roberto Bettega (di spalle).

Una volta lasciato il Torino tornò alla Roma di Franco Sensi, ma nel 1994 passò alla Juventus dell'amministratore delegato Antonio Giraudo e dove sarebbe stato definito dall'avvocato Gianni Agnelli «lo stalliere del re, che deve conoscere tutti i ladri di cavalli». I dodici anni con la Juventus furono quelli più vincenti della sua intera carriera dirigenziale, ponendolo tra i dirigenti calcistici più importanti a livello nazionale e internazionale: infatti la Juventus vinse cinque scudetti (più uno revocato), una Champions League, una Coppa Italia, una Coppa Intercontinentale, una Supercoppa UEFA, quattro Supercoppe italiane e una Coppa Intertoto. Inoltre raggiunse altre due finali di Coppa Italia, tre di Champions League e una di Coppa UEFA.
Rimase nell'organigramma della Juventus fino al maggio 2006, quando venne coinvolto nello scandalo sportivo noto come Calciopoli, che portò alle sue dimissioni.

### Giornalista
Al termine dell'esperienza dirigenziale, ha iniziato una carriera come giornalista pubblicista, iscrivendosi al relativo albo professionale nel settembre 2015. Da allora collabora con il quotidiano Libero e con il settimanale Tempi, oltre a svolgere l'attività di opinionista per le emittenti televisive Sportitalia e 7 Gold, nonché per la stazione radiofonica Radio Manà Manà.

## Procedimenti giudiziari

### Il processo sportivo di Calciopoli
Le prime avvisaglie dello scandalo poi noto come Calciopoli emersero nel 2005 mediante alcune indiscrezioni di stampa relative a un'inchiesta sul calcio condotte dalla procura di Torino. L'inchiesta si era chiusa con l'archiviazione per l'inesistenza di situazioni penalmente rilevanti, ma anche col contestuale invio di materiale alla FIGC. Nel maggio 2006 la FIGC rese noto che aveva iniziato ad indagare su episodi di presunta corruzione nel mondo calcistico e arbitrale, e nelle settimane successive i giornali pubblicarono diverse intercettazioni telefoniche (tutte relative alla stagione 2004-2005) nelle quali compariva il nome di Moggi, all'epoca direttore generale della Juventus, oltre a quello di altri dirigenti di importanti società e dei vertici arbitrali e federali. Nelle intercettazioni figurarono anche alcuni giornalisti e opinionisti della televisione e della carta stampata in contatto con Moggi, accusato di condizionarne le opinioni.
Il 14 maggio Moggi annunciò le sue dimissioni da direttore generale della Juventus, seguendo le dimissioni rassegnate da tutto il consiglio d'amministrazione del club bianconero qualche giorno prima. Il 19 giugno il capo dell'Ufficio Indagini della FIGC Francesco Saverio Borrelli chiuse la prima parte delle sue indagini, consegnando l'esito dell'inchiesta al procuratore federale, Stefano Palazzi, che rese noti i deferimenti il 22 giugno successivo. Il procuratore federale deferì Moggi per aver violato le norme di lealtà, correttezza e probità sportiva (articolo 1 del Codice di giustizia sportiva vigente all'epoca) e per aver commesso illecito sportivo (articolo 6 dello stesso codice), richiedendo per l'ex dirigente della Juventus, nel processo sportivo di primo grado, la condanna a 5 anni di inibizione con proposta di radiazione. Il 14 luglio 2006 la Corte di appello federale condannò Moggi a 5 anni di inibizione con richiesta di radiazione. La sentenza fu confermata anche dalla Corte federale il 25 luglio successivo, nel processo di secondo grado. Il ricorso di Moggi alla Camera di conciliazione e arbitrato presso il CONI fu respinto, confermando quindi la squalifica.
Il 15 giugno 2011, a oltre quattro anni di distanza dalle sentenze definitive dell'arbitrato CONI, la Commissione disciplinare nazionale della FIGC accolse la richiesta di «preclusione alla permanenza in qualsiasi rango e categoria della FIGC» nei confronti di Moggi (che un mese dopo avrebbe finito di scontare i cinque anni di inibizione). La preclusione fu confermata anche nei successivi gradi di giudizio: il 9 luglio 2011 dalla Corte di giustizia federale e il 4 aprile 2012 dall'Alta Corte di giustizia sportiva istituita presso il CONI. Il 3 agosto 2012 la III sezione del TAR del Lazio respinse l'istanza con cui Moggi sollecitava la sospensione del provvedimento dell'Alta Corte di giustizia del CONI, poi nel 2016 respinse anche il ricorso, confermando così in via definitiva la preclusione da qualsiasi incarico nell'ambito dello sport italiano.
Il 15 marzo 2017 il Consiglio di Stato giudicò inammissibile per difetto di giurisdizione del giudice statale il ricorso fatto da Moggi contro la sentenza di radiazione della Corte federale della FIGC.

### Il processo penale per il caso GEA
Nel 2006 Moggi fu accusato per associazione per delinquere finalizzata all'illecita concorrenza tramite minacce e violenza privata nell'ambito dell'inchiesta sull'azienda Gea World. Secondo i pubblici ministeri, Moggi e suo figlio Alessandro, nonché Franco Zavaglia, sarebbero stati i promotori del sistema di potere che avrebbe portato la Gea a esercitare una funzione dominante nel mondo del calcio. Nel capo di imputazione si affermò che i tre avrebbero creato la Gea per «acquisire il maggiore numero di procure sportive, tramite esse, ottenere un potere contrattuale in grado di incidere in maniera determinante sul mercato calcistico, per condizionare la gestione dei calciatori e di riflesso quella di svariate squadre del campionato di calcio». Nel 2009 la X sezione del tribunale di Roma condannò Moggi a un anno e 6 mesi di reclusione per violenza privata nei confronti dei calciatori Manuele Blasi – indotto ad abbandonare il procuratore Stefano Antonelli per passare alla Gea – e Nicola Amoruso, anch'egli per fatti relativi alla sua procura. Oltre a lui fu condannato anche il figlio Alessandro, tuttavia assolti insieme a tutti gli altri componenti della Gea dall'accusa di associazione per delinquere finalizzata all'illecita concorrenza, non accogliendo la richiesta di condanna a 4 anni e 8 mesi del procuratore generale Alberto Cozzella.
La sentenza del processo d'appello del 25 marzo 2011 ridusse la condanna a un anno di reclusione a causa della prescrizione dei fatti inerenti a Nicola Amoruso; inoltre condannò Moggi al risarcimento del danno nei confronti del procuratore Stefano Antonelli e della FIGC e confermò l'assoluzione per associazione a delinquere; la pena di un anno non sarebbe stata comunque scontata in quanto coperta dall'indulto del 2006. Il 15 gennaio 2014 il processo finì con l'annullamento «per non corretta applicazione della norma» senza rinvio per prescrizione in Cassazione della sentenza di condanna a un anno di reclusione per «violenza privata» stabilita in secondo grado e la conferma del verdetto assolutorio emesso nei due gradi precedenti per quanto riguarda l'accusa di «associazione a delinquere finalizzata all'illecita concorrenza».

### Il processo penale di Calciopoli
Nell'ambito del processo penale su Calciopoli, l'8 novembre 2011 Moggi fu condannato in primo grado dal tribunale di Napoli a 5 anni e 4 mesi di reclusione (oltre al Daspo di 5 anni e all'interdizione in perpetuo dai pubblici uffici) per «associazione per delinquere». Il 17 dicembre 2013 nel processo di appello la pena fu ridotta a 2 anni e 4 mesi. Secondo le motivazioni della sentenza, Moggi «esercitava un ruolo preminente sugli altri sodali: non solo ha ideato di fatto lo stesso sodalizio, ma ha anche creato i presupposti per far sì di avere un'influenza davvero abnorme in ambito federale».
Il 24 marzo 2015 la Corte di cassazione annullò il verdetto di condanna in secondo grado senza rinvio essendo estinto per prescrizione il reato di «associazione per delinquere» (sopraggiunta nel 2014) e di due imputazioni di «frode sportiva» per insussistenza del reato nonché il rigetto del ricorso per alcune imputazioni di «frode sportiva», reati estinti per prescrizione nel 2012. Dalle motivazioni emerse che Moggi fu «l'ideatore di un sistema illecito di condizionamento delle gare del campionato 2004-2005 (e non solo di esse)». Per i giudici Moggi aveva commesso sia il reato di associazione per delinquere sia quello di frode sportiva «in favore della società di appartenenza (la Juventus)» e aveva anche ottenuto «vantaggi personali in termini di accrescimento del potere (già di per sé davvero ragguardevole senza alcuna apparente giustificazione)».

### Altri procedimenti
Il 21 gennaio 2009 il giudice dell'udienza preliminare (GUP) di Milano assolse Moggi dall'accusa di diffamazione nei confronti dell'Inter. Moggi era accusato di avere diffamato l'Inter in quanto aveva dichiarato che si era salvata patteggiando sul caso del passaporto falso di Álvaro Recoba senza conseguenze rilevanti, a differenza di quanto accaduto alla Juventus nello scandalo di Calciopoli. Il GUP di Milano ritenne che le parole di Moggi fossero solo «espressione del diritto di critica, al massimo imprecise, ma non penalmente rilevanti».
Il 14 maggio 2009 il giudice di pace di Lecce assolse Moggi e l'arbitro Massimo De Santis dall'accusa di frode sportiva in concorso per avere alterato l'andamento delle gare Lecce-Juventus e Lecce-Fiorentina del campionato 2004-2005, come sancito dalle sentenze sportive. In particolare il giudice stabilì che «non è stato in alcun modo provato il fatto descritto» e che «il Giudicante non ritiene inoltre pienamente utilizzabili le sentenze rese dagli organi di giustizia sportiva essendo quest'ultimo giudizio strutturalmente diverso rispetto al giudizio ordinario. Né si ritiene che le intercettazioni telefoniche richiamate nel corso del giudizio possano avere valenza probatoria, non essendo utilizzabili in un procedimento diverso da quello nel quale esse sono disposte».
Il 24 novembre 2009 Moggi, insieme ad Antonio Giraudo, Roberto Bettega e alla società Juventus, fu assolto «perché il fatto non sussiste» dalle accuse riguardanti la gestione dei conti della società durante il periodo della loro gestione. I pubblici ministeri avevano chiesto tre anni di reclusione per Moggi. Inoltre l'11 novembre 2010 la Juventus ritirò la querela contro Moggi, Giraudo e Bettega presentata nell'ambito dello stesso processo per i bilanci della vecchia gestione finanziaria della società.
Il 14 settembre 2010, insieme a Giraudo, Bettega, Jean-Claude Blanc e Giovanni Cobolli Gigli, fu prosciolto dall'accusa di violazioni fiscali sui bilanci della Juventus dal 2005 al 2008. Il giudice torinese Eleonora Montserrat Pappalettere accolse la richiesta di archiviazione presentata dalla stessa procura di Torino e chiuse il caso aperto da un accertamento della Guardia di Finanza.
L'11 novembre 2011 il giudice monocratico di Roma condannò Moggi a 4 mesi di reclusione e al pagamento di un risarcimento danni di 7 000 euro a Franco Baldini, vittima di minacce durante un processo in cui doveva testimoniare, quindi nelle vesti di pubblico ufficiale.
Nel giugno 2012 fu condannato a pagare le spese processuali per la causa civile per diffamazione intentata a Carlo Petrini e alla Kaos edizioni per alcune frasi presenti nel libro Calcio nei coglioni. Secondo il tribunale di Milano quelle frasi non erano diffamatorie, ma desumibili dal rapporto dei carabinieri diffuso anche dai giornali sull'indagine Offside del 2005.
Nel luglio 2015 fu assolto dal tribunale di Milano dall'accusa di avere diffamato l'ex presidente dell'Inter Giacinto Facchetti in una trasmissione televisiva.
Nel maggio 2016 fu condannato a 1 000 euro di multa, e al risarcimento in separata sede del danno, per aver diffamato l'ufficiale dei carabinieri Attilio Auricchio che aveva indagato su Calciopoli. Il giudice subordinò la sospensione condizionale della condanna al versamento di una provvisionale di 20 000 euro.

## Carriera in sintesi
- 1980-1982: Lazio - Direttore sportivo
- 1982-1987: Torino - Direttore sportivo
- 1987-1991: Napoli - Direttore sportivo
- 1991-1993: Torino - Direttore sportivo
- 1993-1994: Roma - Direttore sportivo
- 1994-2006: Juventus - Direttore generale

## Opere
- Un calcio nel cuore, con Enzo Bucchioni e Mario D'Ascoli, TEA, 2007, ISBN 88-502-1411-1.
- Il pallone lo porto io. Calcio, trattative e spogliatoi: tutto quello che non ho mai detto, con Andrea Ligabue, Milano, Mondadori, 2014, ISBN 978-8-80463-854-4.